# Maratona aquática no Campeonato Europeu de Esportes Aquáticos de 2018 - 5 km masculino
Os 5 km da maratona aquática masculina da maratona aquática no Campeonato Europeu de Esportes Aquáticos de 2018 ocorreu no dia 8 de agosto no no lago Loch Lomond, em Luss no Reino Unido. 

## Calendário
| Fase  | Data        | Hora  |
| ----- | ----------- | ----- |
| Final | 8 de agosto | 11:10 |

Todos os horários estão no horário local (UTC+0)

## Medalhistas
| Ouro                    | Prata              | Bronze               |
| Kristóf Rasovszky (HUN) | Axel Reymond (FRA) | Logan Fontaine (FRA) |

## Resultados
Esses foram os resultados da competição. 
| Pos.              | Nadador                | Nacionalidade | Tempo     |
| ----------------- | ---------------------- | ------------- | --------- |
| Medalha de ouro   | Kristóf Rasovszky      | Hungria       | 52:38.9   |
| Medalha de prata  | Axel Reymond           | França        | 52:41.7   |
| Medalha de bronze | Logan Fontaine         | França        | 52:44.4   |
| 4                 | Rob Muffels            | Alemanha      | 52:55.6   |
| 5                 | Marcello Guidi         | Itália        | 52:56.8   |
| 6                 | Pepijn Smits           | Países Baixos | 52:59.1   |
| 7                 | Marc-Antoine Olivier   | França        | 53:06.7   |
| 8                 | Denis Adeev            | Rússia        | 53:09.0   |
| 9                 | Pasquale Sanzullo      | Itália        | 53:10.0   |
| 10                | Dániel Székelyi        | Hungria       | 53:12.5   |
| 11                | Ruwen Straub           | Alemanha      | 53:14.7   |
| 12                | Guillem Pujol Belmonte | Espanha       | 53:15.1   |
| 13                | Andrea Manzi           | Itália        | 53:15.7   |
| 14                | Marcus Herwig          | Alemanha      | 53:15.7   |
| 15                | Kirill Abromisov       | Rússia        | 53:16.7   |
| 16                | Ihor Chervynskyy       | Ucrânia       | 53:18.4   |
| 17                | Sergey Bolshakov       | Rússia        | 53:18.8   |
| 18                | Vít Ingeduld           | Chéquia       | 53:19.0   |
| 19                | David Brandl           | Áustria       | 53:22.5   |
| 20                | Tamás Farkas           | Sérvia        | 53:22.8   |
| 21                | Ventsislav Aydarski    | Bulgária      | 53:24.4   |
| 22                | Dimitrios Negris       | Grécia        | 53:25.2   |
| 23                | Hector Pardoe          | Reino Unido   | 54:41.5   |
| 24                | Tomáš Peciar           | Eslováquia    | 1:01:13.7 |